# Каменка (приток Шалушки)
Ка́менка — река в республике Кабардино-Балкария. Протекает по территории Чегемского района. Устье реки находится в 24 км по левому берегу реки Шалушка.

## География
Длина реки — 28 км, площадь водосборного бассейна — 83 км². Истоки реки расположены на хребте Копасентх (один из отрогов Лесистого хребта). Течёт в северо-восточном направлении южнее хребта Виндиб. На выходе из ущелья делает поворот на восток, где приняв в себя правые притоки — Хамочхамзако, Хамотык и Мамаджеко, впадает в реку Шалушка у восточной окраины села Шалушка.

## Данные водного реестра
По данным государственного водного реестра России относится к Западно-Каспийскому бассейновому округу, водохозяйственный участок реки — Терек от впадения реки Урух до впадения реки Малка. Речной бассейн реки — Реки бассейна Каспийского моря междуречья Терека и Волги.
Код объекта в государственном водном реестре — 07020000612108200005138.